# For You, For Me Tour
A For You, For Me Tour Kylie Minogue ausztrál énekesnő tizenegyedik koncertturnéja volt és az első turné Észak-Amerikában, melyen  a X albumot népszerűsíti. A turné egyesült államokbeli és kanadai koncerthelyszíneket érintett.

## Az előadott dalok listája
Act 1
1. "Overture"
2. "Light Years"
3. "Speakerphone"
4. "Come into My World"
5. "In Your Eyes"

Act 2
1. "Shocked"
2. "What Do I Have to Do"
3. "Spinning Around"
4. "Better Than Today"

Act 3
1. "Like a Drug"
2. "Can’t Get You out of My Head"
3. "Slow"
4. "2 Hearts"

Act 4
1. "Red Blooded Woman"
2. "Wow"

Act 5
1. "White Diamond Theme (AKA Rainbow Prequel)" (Video Interlude)
2. "White Diamond" (Ballad version)
3. "Confide in Me"
4. "I Believe in You" (Ballad version)

Act 6
1. "Burning Up"
2. "The Loco-Motion"
3. "On a Night Like This"
4. "Kids"
5. "In My Arms"

Encore
1. "Better the Devil You Know"
2. "The One"
3. "Love at First Sight" (Ruff and Jam US Mix)

## A turné állomásai
| Dátum                | Város       | Ország           | Helyszín              | Bevétel        |
| -------------------- | ----------- | ---------------- | --------------------- | -------------- |
| Észak Amerika        |             |                  |                       |                |
| 2009. szeptember 30. | Oakland     | Egyesült Államok | Fox Theatre           | 401 709 dollár |
| 2009. október 1.     | Oakland     | Egyesült Államok | Fox Theatre           | 401 709 dollár |
| 2009. október 3.     | Las Vegas   | Egyesült Államok | Pearl Concert Theater | 222 265 dollár |
| 2009. október 4.     | Los Angeles | Egyesült Államok | Hollywood Bowl        | 749 957 dollár |
| 2009. október 7.     | Chicago     | Egyesült Államok | UIC Pavilion          | 299 536 dollár |
| 2009. október 9.     | Toronto     | Kanada           | Air Canada Centre     | 568 604 dollár |
| 2009. október 11.    | New York    | Egyesült Államok | Hammerstein Ballroom  | 853 150 dollár |
| 2009. október 12.    | New York    | Egyesült Államok | Hammerstein Ballroom  | 853 150 dollár |
| 2009. október 13.    | New York    | Egyesült Államok | Hammerstein Ballroom  | 853 150 dollár |